# Beppe Fenoglio
Giuseppe Fenoglio, nascido Giuseppe Fenoglio (Alba, 1 de março de 1922 – Turim, 18 de fevereiro de 1963), foi um escritor italiano.

## Vida
Filho de um açougueiro partidário de Filippo Turati e de uma dona de casa, Beppe desfrutava, graças ao açougue de seu pai, de uma vida privilegiada. Desde pequeno mostrou-se um garoto inteligente e aluno modelo. Era apaixonado pela língua inglesa e chegou a traduzir algumas obras para o italiano.
Em 1940 se matricula na faculdade de letras da Universidade de Turim e frequentou-a até 1943 quando foi chamado pelo exército e mandado para Ceva (Cuneo) e depois para Pietralata (Roma).
Com o fim da Segunda Guerra Mundial, Fenoglio começa a dedicar-se integralmente à atividade literária. Em 1949 lança seu primeiro conto chamado Il trucco, publicado sob o pseudônimo de Giovanni Federico Biamonti. Em 1950 conhece Italo Calvino e Natalia Ginzburg. Cinco anos depois publica a tradução do livro de Samuel Taylor Coleridge chamado A Balada do Velho Marinheiro.
Em 1960 casa-se com Luciana Bombardi e um ano depois nasce a filha Margherita a quem dedica dois contos La favola del nonno e Il bambino che rubò uno scudo. Logo depois descobre um problema nas vias coronárias que se agrava em 1962 quando se encontra em Versilia (região da Toscana) para receber um prêmio por seu conto Ma il mio amore è Paco. 
Por causa da doença muda-se com sua família para Bossolasco, uma cidade localizada na província de Cuneo a 800 metros de altitude. Menos de um ano depois os médicos descobrem um câncer em seu pulmão. Em 18 de fevereiro de 1963 falece em consequência desse câncer.

## Obras selecionadas
- I ventitré giorni della città di Alba (1952)
- La malora (1954)
- Primavera di bellezza (1959)
- Un giorno di fuoco (1963)
- Una questione privata (1963), em português publicado sob título: Uma Questão Pessoal (ed. Berlendis & Vertecch, ISBN 8586387304)
- Il partigiano Johnny (1968)
- La paga del sabato (1969)
- L'imboscata (1992)
- Appunti partigiani 1944-1945 (1994)